# Президентский полк «Айбын»
Президентский полк «Айбын» Службы государственной охраны Республики Казахстан (каз. Айбынның Президенттік құрметті қорғау полкі, официально в/ч 0112) — подразделение Сил особого назначения Службы государственной охраны Республики Казахстан, солдаты которого участвуют в официальных мероприятиях в качестве почётного караула и обеспечивают безопасность главы государства, высоких лиц и сохранность символов страны. Образован в текущем виде в 2014 году, до этого его обязанности исполняла рота почётного караула Республиканской гвардии Казахстана, образованная в 1992 году.

## История

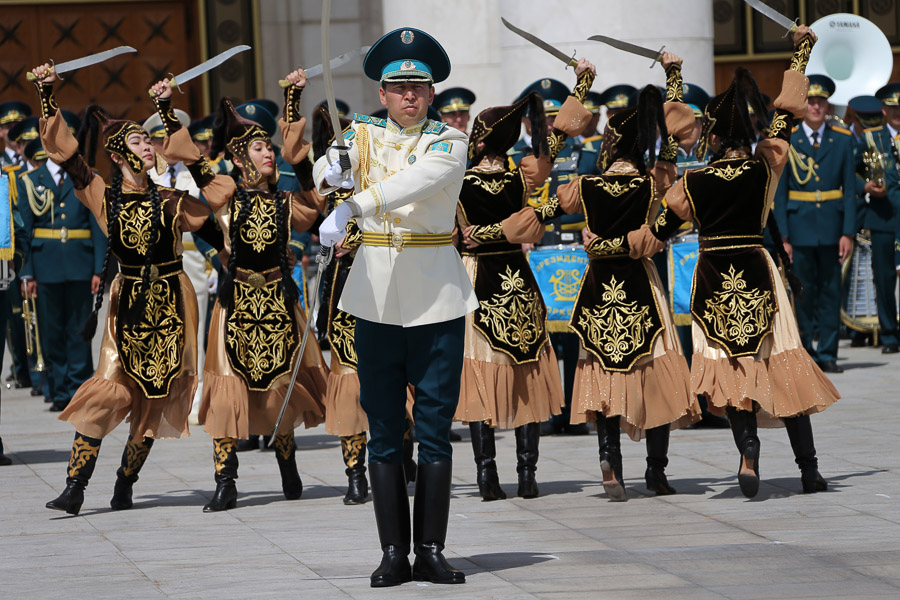
Капитан Президентского полка «Айбын» Хасен Омарханов на фестивале «Труба мира — 2016»

В 1992 году указом Президента Республики Казахстана была образована Республиканская гвардия Казахстана, в состав которой входила рота почетного караула. Первые мероприятия с участием этой роты состоялись в августе 1992 года в Алма-Ате, когда солдаты впервые прошли маршем перед президентом Нурсултаном Назарбаевым. В феврале 1993 года военнослужащие взяли под круглосуточную охрану флаг Республики Казахстан и герб Республики Казахстан в резиденции президента в Алма-Ате. 8 апреля того же года солдаты роты почётного караула участвовали в приёме президента Турции Тургута Озала в Алма-Ате: с этого момента отсчитываются все церемониальные и протокольные мероприятия в Казахстане. С 2001 года проводятся ритуалы смены Почётных караулов Республиканской гвардии.
В июле 1997 года военнослужащие Республиканской гвардии и Президентского оркестра отправились в Малайзию по приглашению тогдашнего Верховного правителя Джафара на показательные выступления, будучи представителями Казахстана и казахской культуры. В сентябре 2006 года почётный караул принял участие в военно-музыкальном фестивале «Спасская башня».
21 апреля 2014 года после череды реформ в государственном аппарате была образована Служба государственной охраны Республики Казахстан, в состав которой вошла преобразованная Республиканская гвардия, ставшая Силами особого назначения. В составе этих сил появился и Президентский полк «Айбын», несущий службу в Астане.

## Обязанности

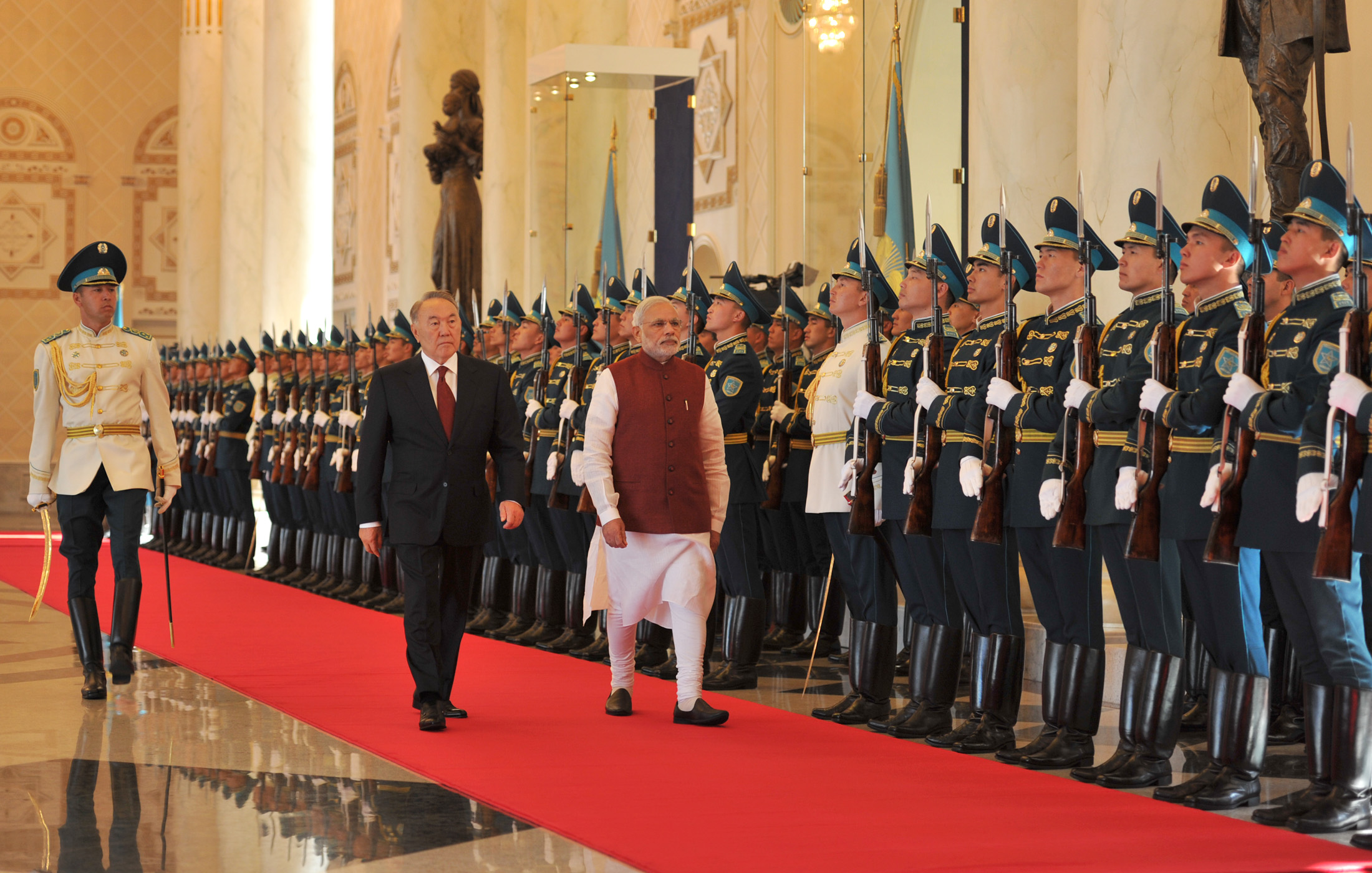
Почётный караул Президентского полка и премьер-министр Индии Нарендра Моди

Солдаты Президентского полка участвуют в церемониальных и протокольных мероприятиях государственного уровня — в том числе в мероприятиях к 7 мая и Дню Победы, а также официальных приёмах во дворце Акорда. Они обеспечивают безопасность высоких лиц (в том числе главы государства) и сохранность символов страны (флага и герба). Также они принимают участия в показательных выступлениях: в частности, солдаты полка регулярно участвуют в военно-музыкальном фестивале «Спасская башня». Ежегодно солдаты Президентского полка сопровождают порядка двух десятков официальных мероприятий.
На официальных мероприятиях рота почётного караула полка «Айбын» взаимодействует с Президентским оркестром, также входящим в состав Службы государственной охраны. Также на всех мероприятиях присутствует государственный флаг Казахстана, хранителем которого является начальник склада церемониального батальона (в 2018 году эту должность занимал Арман Мейрамов). Солдаты роты почётного караула в составе Президентского полка выносят его на все официальные мероприятия: знаменосцы тренируются ежедневно, занимаясь с рабочим флагом. В частности, солдаты полка поднимают государственное знамя ежегодно 1 декабря.

## Отбор личного состава

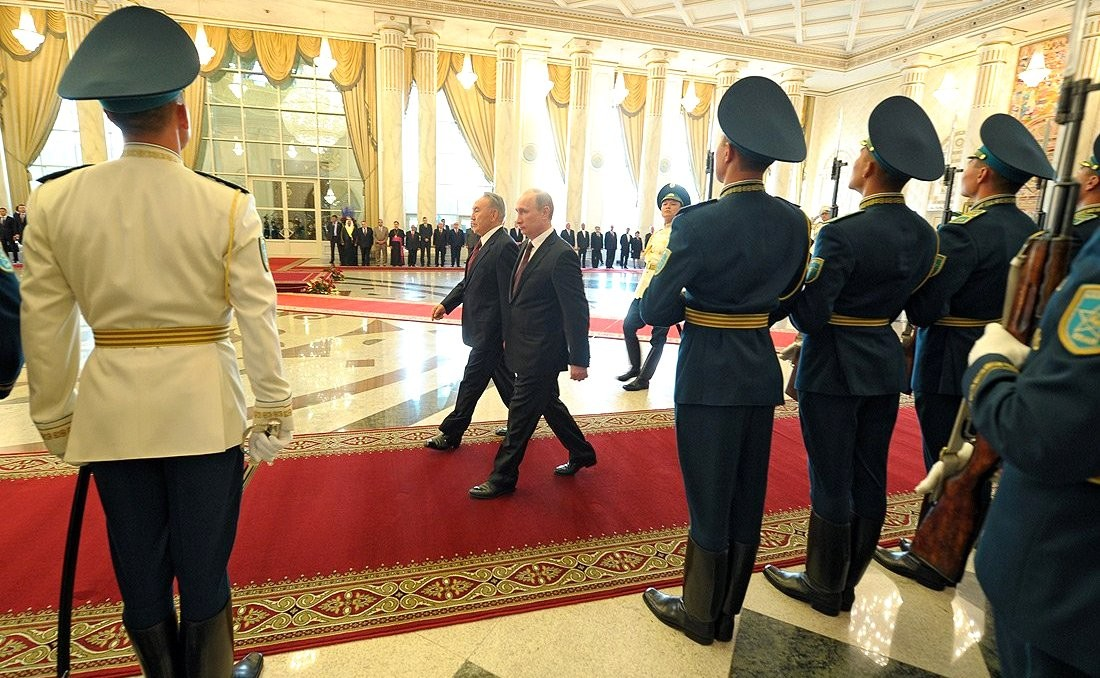
Нурсултан Назарбаев и Владимир Путин проводят смотр почётного караула

Набор военнослужащих в ряды Службы государственной охраны проводится два раза в год: офицеры СГО выезжают в областные департаменты по делам обороны и ищут кандидатов для прохождения срочной службы не только в полку «Айбын», но и в другом президентском полку «Батыр», также входящем в СГО. В полку обычно служат не только бойцы срочной службы, но и бойцы-контрактники. Для попадания в Президентский полк кандидату необходимо пройти тщательный отбор: он должен иметь отменное здоровье, отличные физические данные и привлекательную внешность, а также безупречное прошлое. Предъявляемые строгие требования к бойцам обусловлены ответственностью и высоким доверием со стороны Президента военнослужащим полка.
Первый отбор проводится в военкоматах: в ряды Президентского полка «Айбын» приглашаются призывники в возрасте от 18 до 27 см, ростом от 180 до 195 см, с образованием не ниже общего среднего. Офицеры СГО также выясняют характеристики кандидата с мест учёбы и работы, круг его общения, увлечения и наклонности. Предпочтение отдаётся морально устойчивым, физически и психологически подготовленным кандидатам. Лица с высокими спортивными достижениями и хорошим образованием имеют более высокие шансы на попадание в полк: в 2016 году из 285 новобранцев около 200 имели среднеспециальное и высшее образование.
После того, как кандидат проходит все необходимые процедуры в призывной комиссии, его направляют на углублённый медицинский осмотр и психологическое тестирование. На основании их результатов мандатная комиссия принимает окончательное решение о зачислении кандидатов в ряды СГО Республики Казахстан. Всех прошедших отбор распределяют по ротам: лучших по внешним показателям и антропометрическим данным солдат приглашают в почётный караул, остальные же распределяются по другим подразделениям.

## Служба

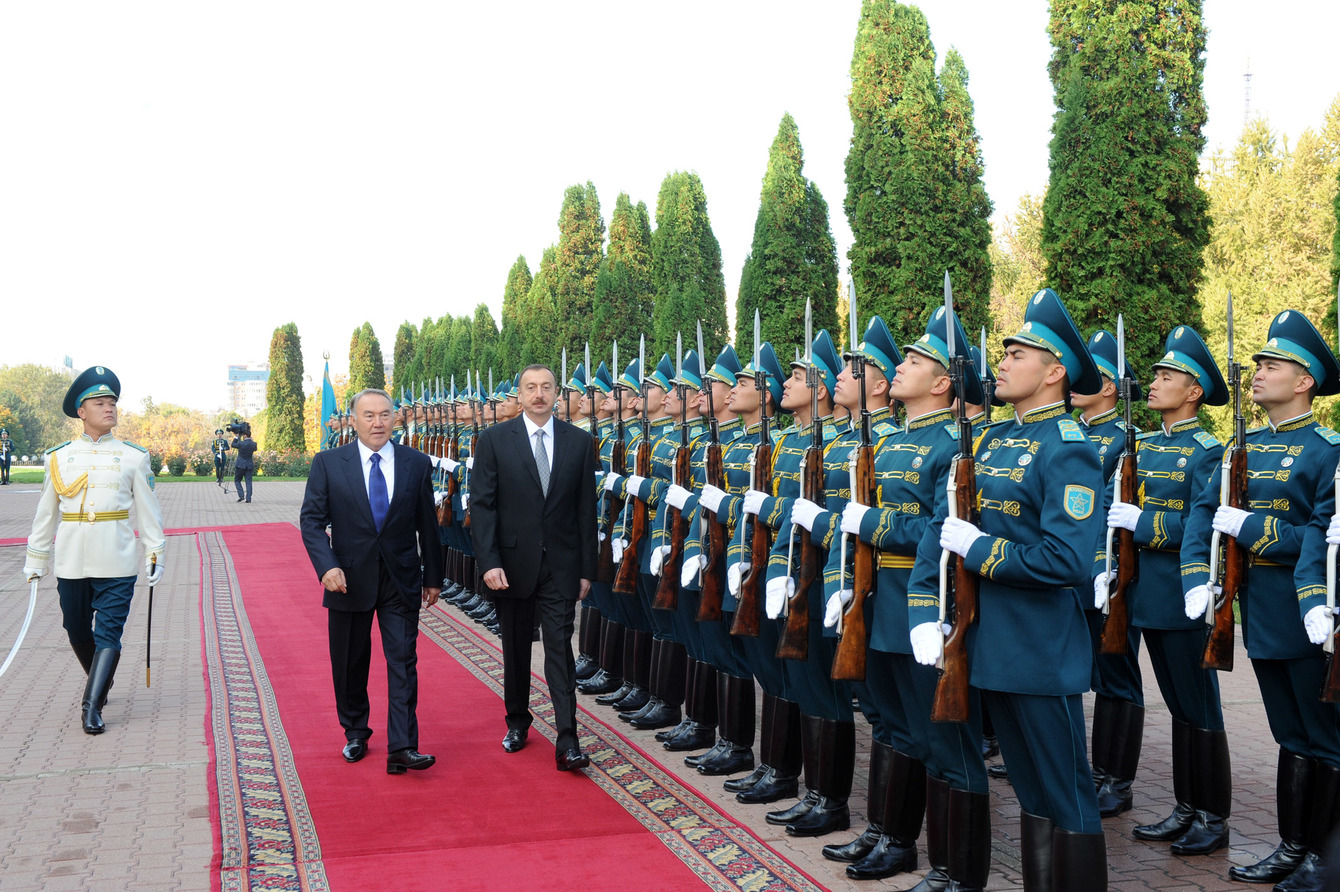
Нурсултан Назарбаев и Ильхам Алиев проводят смотр почётного караула в Алматы

Подготовка бойцов полка «Айбын» ведётся по строгому графику: они совершают утром пробежку до 5 км, занимаются спецподготовкой и чисткой оружия, а также проходят государственно-правовое обучение. От военнослужащих Президентского полка требуются строевая выучка, стойкость, выносливость и высокая воинская дисциплина. Бойцы проводят постоянные тренировки всем составом, уделяя тому или иному элементу по несколько часов, чтобы координировать все действия. Солдаты проходят подготовку ко всем погодным условиям, чтобы быть способными отработать любое мероприятие продолжительностью от 50 до 90 минут.
Во время тренировок и подготовки с оружием бойцы прибегают к учебникам и книгам по военной тематике, но по части проведения непосредственно мероприятия и его оформления опираются на собственный опыт. Церемониальное оружие перед каждым мероприятием бойцы получают под подпись. Строевые приёмы с карабином, весящим около 3,9 кг, требуют определённого уровня подготовки: бойцы Президентского полка всегда находятся с заряженным оружием.
Помимо строевой подготовки, бойцы проходят и огневую подготовку: не менее трёх раз в месяц бойцов отправляют на полигон «Майлан», где они обучаются военному делу, приобретают навыки стрельбы из современных видов оружия, осваивают боевую технику, а также развиваются в физическом и психологическом плане. Охрана объектов и обеспечение безопасности первых лиц государства требуют высокого уровня боевой подготовки.
В свободное от боевой и специальной подготовки время солдаты-срочники посещают главные культурные объекты столицы, смотря спектакли в театрах и игры клуба «Барыс». Каждый военнослужащий читает не менее пяти книг исторического характера или по военной истории. Также бойцы проводят занятие по танцам: во время торжественного построения по случаю увольнения в запас солдаты даже танцевали вальс в паре с приглашенными девушками из танцевальных коллективов.

## Униформа
У каждого военнослужащего полка есть свой комплект повседневной, парадной и особо парадной формы одежды, которая шьётся на заказ и выдаётся под личную подпись. Существую летний вариант формы (фуражка, китель и брюки) и осенне-зимний вариант (отличается наличием каракулевого воротника и каракулевой шапки). На форме присутствуют элементы орнамента, вышитые золотистыми нитками. На погонах солдат изображены буквы ПП (сокращение от Президентский полк). В особо торжественных случаях солдаты надевают форму цвета морской волны, офицеры — кители белого цвета.

## Происшествия
Утром 8 июля 2022 года на полигоне Майлан, расположенном в 60 км от Нур-Султана, погиб солдат полка «Айбын», сержант контрактной службы Дархан Малик. Согласно одной из версий, 21-летнего Малика случайно застрелил его сослуживец из-за неосторожного обращения с оружием.

## Известные военнослужащие
В роте почётного караула служили такие деятели Службы государственной охраны, как её начальник генерал-майор Сакен Исабеков и заместитель начальника СГО РК, командующий Силами особого назначения генерал-майор Айткурман Омарбеков. Омарбеков был одним из первых солдат-срочников роты почетного караула и участвовал в главных протокольных мероприятиях страны.